# مبارك (أوزبكستان)
مبارك هي مدينة ومركز مقاطعة مبارك في ولاية قشقداريا في أوزبكستان.